# 이와타 타카노리
이와타 타카노리(일본어: 岩田 剛典, 1989년 3월 6일 ~ )는 일본의 댄서이며, 3대째 J Soul Brothers, EXILE의 멤버이다.
아이치현 나고야시 출신. LDH 소속. 게이오기주쿠 대학 법학부 정치학과 졸업.

## 내력
2010년 11월 10일, 싱글 〈Best Friend's Girl〉로 데뷔.
2014년 4월 27일, 〈EXILE PERFORMER BATTLE AUDITION〉에서 합격해 EXILE에 가입한다.

## 출연

### 드라마
- 비바 BLUES 제7화 (2011년 8월 17일, 닛폰 TV)
- 디어 시스터 (2014년 10월 ~ 12월, 후지 TV) - 사쿠라바 에이토 역
- 전력 외 수사관 SPECIAL (2015년 3월 21일, 닛폰 TV)
- 와일드 히어로즈 (2015년 4월 ~ 6월, 닛폰 TV) - 사에키 역
- HiGH&LOW~THE STORY OF S.W.O.R.D.~ (2015년 10월 ~ 12월, 닛폰 TV) - 코브라 역
  - HiGH&LOW Season2 (2016년 4월 ~ 6월)
- 나이트 히어로 NAOTO 제5화 (2016년 5월 13일, TV 도쿄) - 엔딩 댄스
- 모래탑: 너무 잘 아는 이웃 (2016년 10월 ~ 12월, TBS) - 우부카타 코헤이 역
- 셜록(2019년 10월 9일 ~ 방송중, 후지TV) - 와카야마 역

### 영화
- 크로우즈 EXPLODE (2014년, 토호) - 시바타 히로키 역
- 식물도감 (2016년, 쇼치쿠) - 주연·쿠사카베 이츠키 역
- ROAD TO HiGH&LOW (2016년 5월 7일, 쇼치쿠) - 코브라 역
  - HiGH&LOW THE MOVIE (2016년 7월 16일)
  - HiGH&LOW THE RED RAIN (2016년 10월 8일)
- 우리들의 완벽한 세계 (2018년) - 아유카와 이츠키 역
- 비전 (2018년)
- 마치다군의 세계 (2019년) - 히무로 유 역
- 구름 위에 살다 (2020년) - 토키토 모리노리 역
- 신해석 삼국지 (2020년) - 조운 역

### CM
- 사만사 타바사 (2014년 ~ )
- 에자키 글리코 〈포키〉 (2015년 ~ )
- 산토리 〈더 몰츠〉 (2015년 ~ )
- 양복 아오야마 (2016년)
- 소프트뱅크 〈스포나비 라이브〉 (2016년)